# Liternum
Liternum egy ókori város volt Olaszország Campania régiójában, a Cumae városa és a Volturno folyó torkolata közötti homokos tengerparton. Valószínűleg Cumae vazallusa volt. I. e. 194-ben római kolónia lett.
A város hírnevét idősebb Publius Cornelius Scipio itt épített villájának és síremlékének köszönheti, melyeket Seneca részletesen leírt. Augustus császár veterán légiósokat telepített a városba, mely a környező lagunák miatt egészségtelen környezetben feküdt, így különösebb jelentősége sosem volt. A város valószínűleg a 8. századig létezett. Látható nyomai nem maradtak fent.